# Liste des machines virtuelles Java
 (juin 2013).
Cet article fournit une liste non exhaustive de machines virtuelles java Java SE (JVM). Elle n'inclut pas un grand nombre de machines virtuelles Java ME.
Un important travail de développement prend place sur Windows, Solaris et Linux, principalement avec la JVM de Sun.
La première référence à une JVM a été HotSpot, produit par Oracle Corporation.

## JVM propriétaires
- Azul VM (en) Une JVM segmenté basé sur une architecture de circuit optimisé pour faire fonctionner le langage Java pur.
- CEE-J est une implémentation de la machine virtuelle de Sun dont les domaines sont bien séparés, Skelmir n'est pas une licence de Sun.
- Excelsior JET (en) (avec compilateur AOT)
- Hewlett-Packard, Java for HP-UX, OpenVMS, Tru64 and Reliant (Tandem) UNIX platforms
- J9 (IBM), pour AIX, Linux, MVS, OS/400, Pocket PC, z/OS
- Imsys AB fournit son SNAP (Simple Network Application Platform) JVM fonctionnant sur leur processeur propriétaire IM1000 et IM3000 qui permet l'exécution de microcode java bytecode.
- Apogee fournit du Java embarqué utilisant IBM J9 et Apache Harmony (en) bibliothèque de classes pour X86, ARM, MIPS, PowerPC fonctionnant sous Linux, LynxOS, WinCE.
- JBed, (Esmertec) est un Java embarqué avec des capacités multimédia
- JamaicaVM, (aicas) est une JVM temps réel dur pour les systèmes embarqués
- JBlend, (Aplix) est une implémentation de Java ME
- JRockit (à la base de Appeal Virtual Machines (en)) acquis par Oracle pour Linux, Windows et Solaris
- Mac OS Runtime for Java (en) (MRJ)
- MicroEJ Large gamme de machines virtuelles dédiées aux systèmes embarqués (y compris les systèmes à contraintes de temps dur), ARM7, ARM9, AVR, AVR32, PPC, MIPS...
- Microsoft Java Virtual Machine (en) (abandonné en 2009)
- OJVM (également connu sous le nom de "JServer") d'Oracle Corporation
- PERC (Aonix/Atego) est un Java temps réel pour de l'embarqué
- SAPJVM (SAP) est une JVM SUN sous licence et modifiée, portée sur toutes les plates-formes prises en charge par SAP NetWeaver. Elle a démarré en tant que Java 5, puis est devenue compatible avec Java 6. (Windows i386, x64, IA-64; Linux x86, IA-64, PowerPC; AIX PowerPC; HP-UX SPARC IA-64; Solaris SPARC x86-64; i5/OS PowerPC)

### JVM dont la propriété est moins connue
- Blackdown Java (en) était un portage sous licence vers Linux de l'implémentation de référence SunSoft. Il a été abandonné en 2007, après qu'OpenJDK soit devenu disponible..
- C virtual machine (CVM, from Sun), supports C
- Gemstone - modified for Java EE features (application DBMS)
- Golden Code Development (EComStation (en) and OS/2 port of Java RTE and SDK for Java SE v1.4.1_07)
- Intent (en) (Tao Group)
- Novell, India.
- NSIcom CrE-ME
- HP ChaiVM and MicrochaiVM

## JVM gratuites et open source
- Avian
- AegisVM
- Apache Harmony (en) — supports several architectures and systems. Licence Apache 2.0.
- Dalvik (machine virtuelle) utilisé dans Android.
- ART (Android) remplaçant de Dalvik dans Androïd.
- CACAO (de) — utilise GNU Classpath, supporte plusieurs architectures. GPL. 0.99.4 publié le 16 mars 2009.
- EVM - Ethereum Virtual Machine
- HotSpot — la principale implémentation de référence de Java VM
- IcedTea (en) — possède le seul plugin de navigateur Web Java libre fonctionnel. Exception GPL+lien.
- IKVM.NET (en) — Java pour Mono et le Microsoft .NET Framework. Utilise OpenJDK. Licence Zlib.
- Jamiga — pour la plateforme Amiga. Dépend de GNU Classpath. GPL.
- JamVM (en) — Développé pour être une machine virtuelle extrêmement petite par rapport aux autres. Conçu pour utiliser GNU Classpath. Supporte plusieurs architectures. GPL.
- Jaos — Java sur Active Object System. Utilise GNU Classpath comme bibliothèque standard. Non maintenu.
- Jato VM
- JC — Convertit les fichiers de classe du code d'octet en C. Utilise Soot et GNU Classpath. Licences GNU Library ou LGPL.
- Jelatine JVM
- JESSICA (Java-Enabled Single-System-Image Computing Architecture, pour "Architecture informatique à système unique d'images basée sur Java")
- Jikes RVM (en) (pour Jikes Research Virtual Machine) — Projet de recherches. PPC et IA-32. Prise en charge des bibliothèques Apache Harmony (en) et GNU Classpath. Eclipse Public License.
- JNode (de) — système d'exploitation. Version 0.2.8 publiée le 29 janvier 2009. LGPL.
- JOP (en) — Implémentation matérielle de la JVM. GPL 3.
- Juice (en) — JVM expérimentale JavaME développée pour fonctionner sur le système d'exploitation NUXI.
- Jupiter (en) — Utilise Boehm garbage collector et GNU Classpath. GPL. Non maintenu.
- JX (operating system) (en) — GPL. Version 0.1.1 publiée le 10 octobre 2007.
- Kaffe (en) — Utilise GNU Classpath. GPL. 1.1.9 publié le 26 février 2008.
- leJOS (en) — suite Robotics, un remplacement de firmware pour les briques programmables Lego Mindstorms, fournit un environnement de programmation Java pour les robots Lego Mindstorms RCX et NXT.
- Maxine (en) — VM de recherche open source meta-circulaire d'Oracle Labs.
- Mika VM (en) — destiné à être utilisé dans des dispositifs embarqués. Cross-plateforme. Licence BSD.
- miniMV — Développé par UABC-Tij pour les systèmes embarqués et les appareils Wi-fi
- Mysaifu (Windows CE/Windows Mobile) — la seule JVM open source compatible avec Java SE encore en développement pour les appareils PocketPC. GPL 2.
- NanoVM (en) — Développé pour fonctionner sur le Atmel AVR ATmega8 utilisé dans le robot Asuro (de), il peut être porté sur d'autres systèmes basés sur AVR.
- SableVM — Première JVM libre à supporter JVDMI et JDWP (voir Java Platform Debugger Architecture (en)). Utilise GNU Classpath. LGPL. Version 1.13 publiée le 30 mars 2007.
- Squawk virtual machine (en) — Une VM Java ME pour les systèmes embarqués et les petits appareils. Multiplateforme. GPL.
- Superwaba — Machine virtuelle de type Java pour les appareils portables. GPL. Abandonné, remplacé par TotalCross.
- TakaTuka (en) — pour les dispositifs de réseaux de capteurs sans fil. GPL.
- TinyVM (en)
- VMkit de Low Level Virtual Machine
- VM02 un environnement compatible avec Java pour la série d'ordinateurs Apple II.
- Wonka VM (en) — Développé pour fonctionner sur le hardware ARM d'Acunia. Une partie du code vient de GNU Classpath. Licence de type BSD. N'est plus en développement actif, remplacé par Mika VM.
- Xam